# 秋田市立中央図書館明徳館
秋田市立中央図書館明徳館（あきたしりつちゅうおうとしょかん めいとくかん）は、秋田市千秋明徳町4-4にある秋田市立図書館の中央図書館である。

## 概要
久保田藩の藩校「明徳館」に因む名称を持つ図書館である。1981年（昭和56年）7月まで当地に秋田市立明徳小学校があり、移転後の跡地に開館した。なお、「秋田市立中央図書館明徳館」までが条例上の正式な名称である。分館として河辺分館（愛称「せせらぎライブラリー」）、明徳館文庫（フォンテ文庫）および移動図書館「イソップ号」が当館に附属する。かつては秋田市立土崎図書館、秋田市立新屋図書館の両館も当館の分館という扱いだったが、それぞれ1991年（平成3年）、1998年（平成10年）に現在の建物が完成し移転した際、組織上独立している。
2012年（平成24年）度統計によると、蔵書数は288,877冊、年間貸出数は383,551点となっており、市内の図書館の中で最も大きな規模であるが、貸出数は2003年（平成15年）をピークとして年々減少が続いており、長期的な利用の落ち込みが見られる。また、2011年（平成23年）から2012年にかけて蔵書数を大きく減らしている。
秋田市立図書館全体の特徴的な取り組みとして、郷土資料の積極的な収集が挙げられ、中央図書館明徳館では那波家（なばけ）文書、長瀬家文書、蓮沼家文書等の近世の古文書を所蔵しており、一部はマイクロフィルム化されるなどして閲覧が可能である。

## 歴史
秋田市内の中心的な図書館であるが、歴史としては浅く土崎図書館、新屋図書館に続く市内3番目の設置であり、建物も開館以来のものがそのまま使用されている。これは歴史的に秋田市の図書館機能も秋田県立図書館が担い、市立図書館は市内地区レベルの図書館機能を担ってきたことに由来する。しかし、当時の土崎、新屋両図書館とも小規模なものであったため、大型図書館である当館の創設は市立図書館全体の利用を大きく伸ばした。また、開館当時は東北地方で初めてのコンピュータシステムを備えた公共図書館であり、当初より市内3館をオンラインネットワーク化し、市内図書館のいずれでも図書の貸出予約・返却を可能としたほか、1990年（平成2年）には全国で初めてキャプテンシステムの端末機を利用した図書の検索、貸出予約システムを導入するなど、先進的な取り組みで知られた。
2007年（平成19年）4月25日に河辺地区、河辺総合福祉交流センター内に河辺分館「せせらぎライブラリー」が開館し、およそ16,000冊の蔵書を置いている。2011年（平成23年）7月1日には秋田駅前のフォンテ秋田6階に児童書を中心とした明徳館文庫（フォンテ文庫）を開設。これはかつてフォンテ秋田の前身であるイトーヨーカ堂秋田店時代に「イトーヨーカドー子ども図書館」として児童書のコーナーが設置され子供たちに読み聞かせが行われていた事業（2009年9月終了）を、市民の要望に基づいてあらためて復活させたものであり、およそ3,500冊の蔵書を置いている。

### 年表

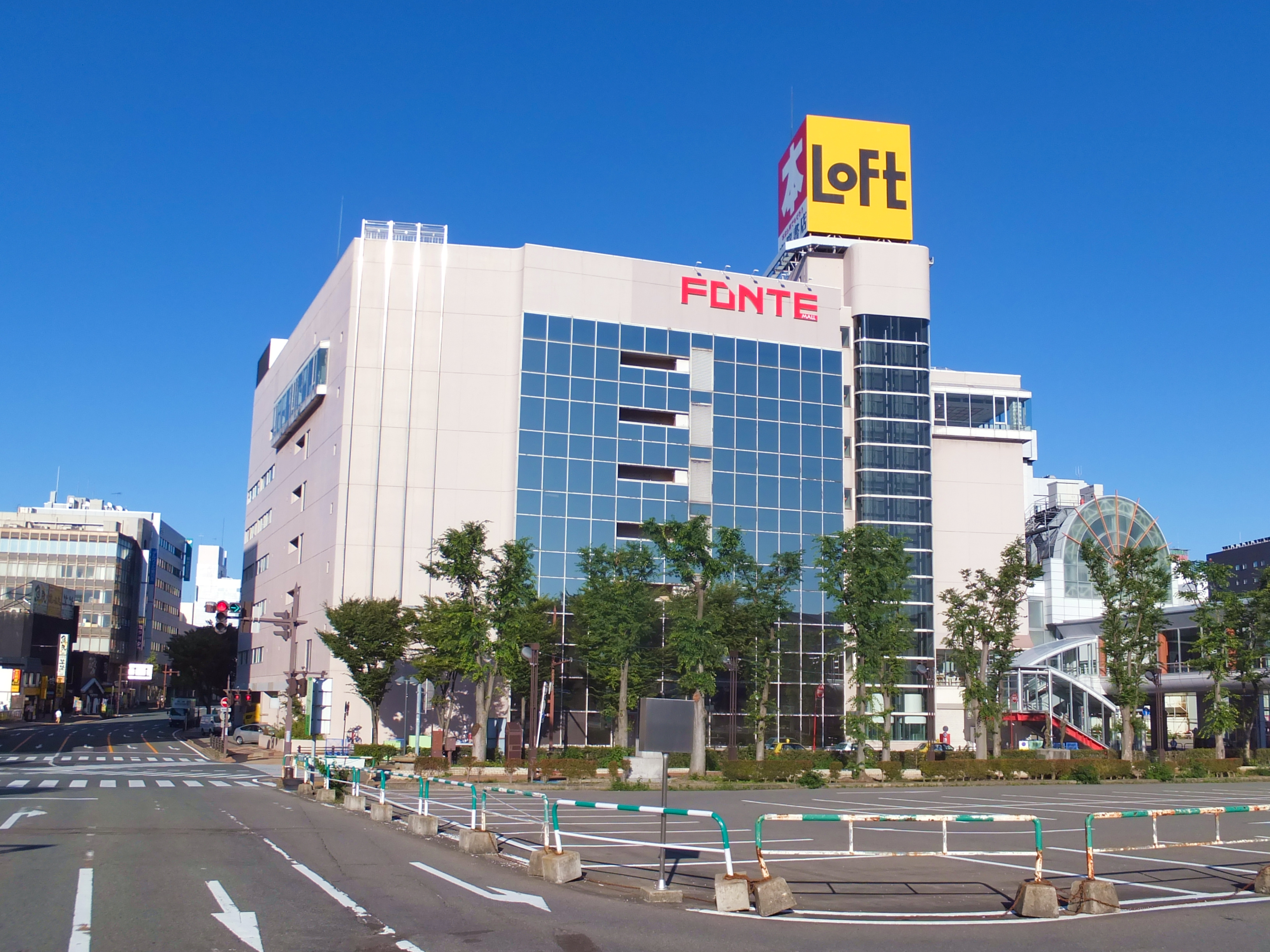
明徳館文庫（フォンテ文庫）が設置されているフォンテAKITA

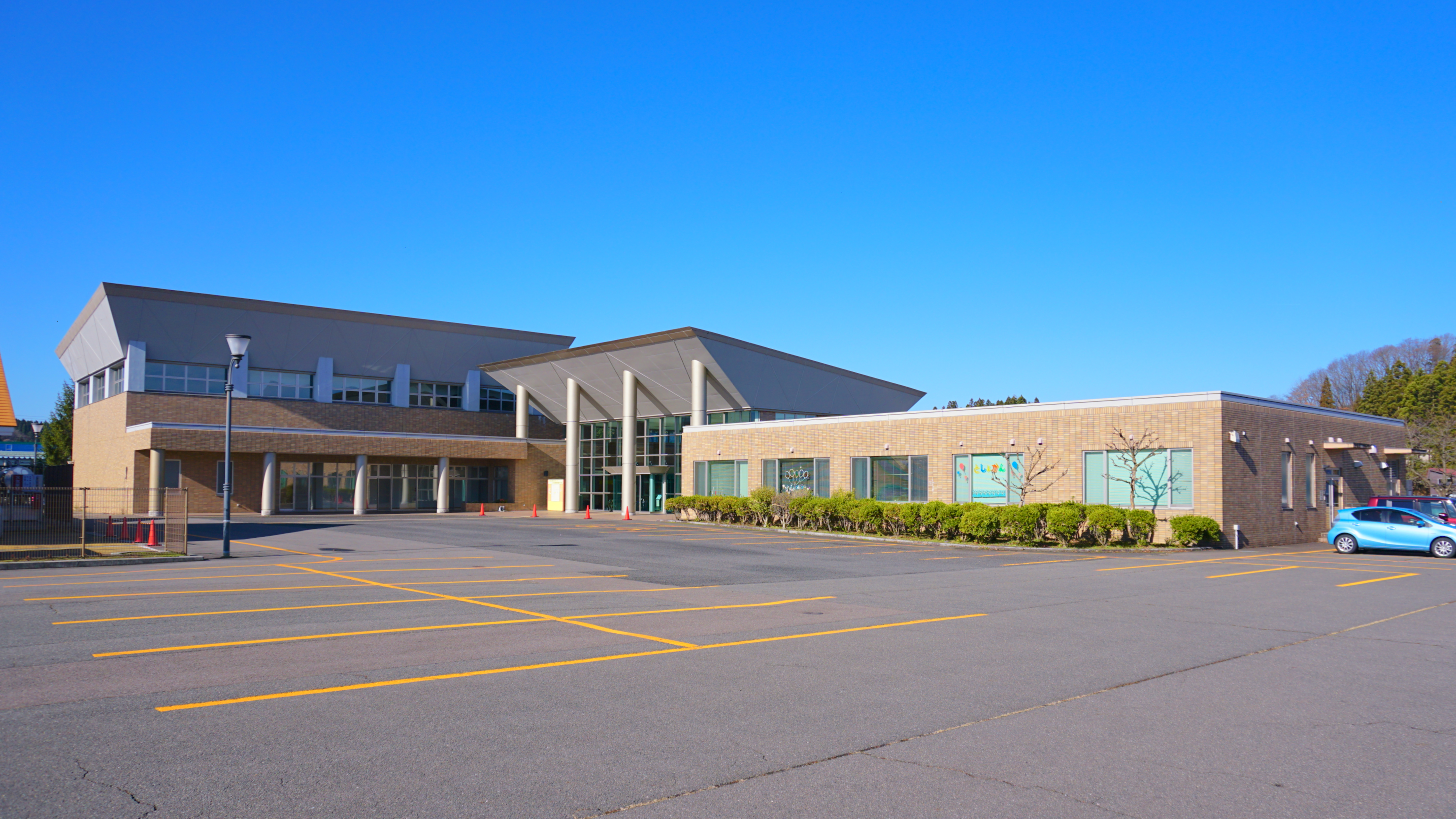
河辺分館「せせらぎライブラリー」が入る河辺総合福祉交流センター

- 1983年（昭和58年）10月3日 - 秋田市立中央図書館明徳館が開館。
- 1984年（昭和59年）1月 - 市民の公募により、図書館南側の市道千秋明徳町3号線に「明徳館小路」の愛称を付与[10]。
  - 10月23日 - 中央図書館明徳館館内に石川達三記念室を設置[11]。
- 1990年（平成2年）4月 - コンピュータシステムを更新し、OPACを導入[3]。
  - 10月2日 - キャプテンシステムの端末機を利用した館外からの図書検索・予約サービスを全国で初めて開始[6]。
- 1991年（平成3年）4月10日 - 土崎図書館が移転新築し開館[12]。これにともない明徳館分館から独立[3]。
- 1998年（平成10年）4月17日 - 新屋図書館が秋田公立美術工芸短期大学（当時）の敷地内に移転新築し開館[13]。これにともない明徳館分館から独立[3]。
  - 建設省（当時）により公共建築百選に選定される。
- 2007年（平成19年）4月25日 - 河辺地区河辺総合福祉交流センター内に中央図書館明徳館河辺分館、愛称「せせらぎライブラリー」を設置[7]。
- 2011年（平成23年）7月1日 - フォンテ秋田6階に中央図書館明徳館文庫（フォンテ文庫）を設置[8]。
- 2015年（平成27年）4月1日 - ネーミングライツ導入に伴い、「ほくとライブラリー明徳館」の呼称を使用開始。
- 2021年（令和3年）4月1日 - ネーミングライツ取得者の交代に伴い、「きららとしょかん明徳館」の呼称を使用開始予定。

## 施設構造
建物は谷口吉生の設計で、鉄筋コンクリート造、地上2階建て。1984年（昭和59年）に日本建築学会東北支部における東北建築賞作品賞を受賞、1998年（平成10年）に旧建設省により公共建築百選に選定された。1階には建物右側に児童書と絵本のコーナー、左側に一般書のコーナーがある。中央階段を上って中2階には中庭を望む小ラウンジがあり、2階には読書学習室、参考資料調査室のほか、石川達三記念室（入室無料）がある。

## サービス
館外貸出は秋田市内在住または通勤・通学者が対象。貸出には利用者登録が必要で、これは「イソップ号」を含む市内各図書館で受付を行っている。利用者登録をすることで、市内のいずれの図書館でも本の貸出予約および返却が可能となるほか、インターネット上でも貸出予約、貸出状況の確認が可能。このほかに視覚障碍者向けの朗読サービスがあり、毎週水曜・金曜および毎月第3土曜に、ボランティアの協力で対面朗読や電話による朗読を行っている。

### 館外貸出
- 図書：10冊まで14日間貸出可。
- CD：図書とは別に2点まで7日間貸出可。中央図書館明徳館、土崎図書館、新屋図書館でのみ貸出。
- ビデオ：図書・CDとは別に1タイトルだけ（上下セット巻は2点まで）7日間貸出可。ただしこれは中央図書館明徳館のみでのサービスである。

### 開館時間
- 平日：9時00分 - 19時00分（7月のみ20時まで開館）
- 土・日・祝日：9時00分 - 17時00分

河辺分館
- 平日：10時00分 - 18時00分
- 土・日・祝日：9時00分 - 17時00分

明徳館文庫（フォンテ文庫）
- 通年営業。10時から20時（子どもライブラリーは18時）まで利用可。

### 休館日
- 月曜日（祝日およびその振替休日の場合は開館し翌日休館）
- 資料整理日（毎月末日。ただし、土・日の場合は開館）
- 年末年始（12月29日から1月4日まで）
- 他に11月に特別整理期間の休館日がある。

## 立地

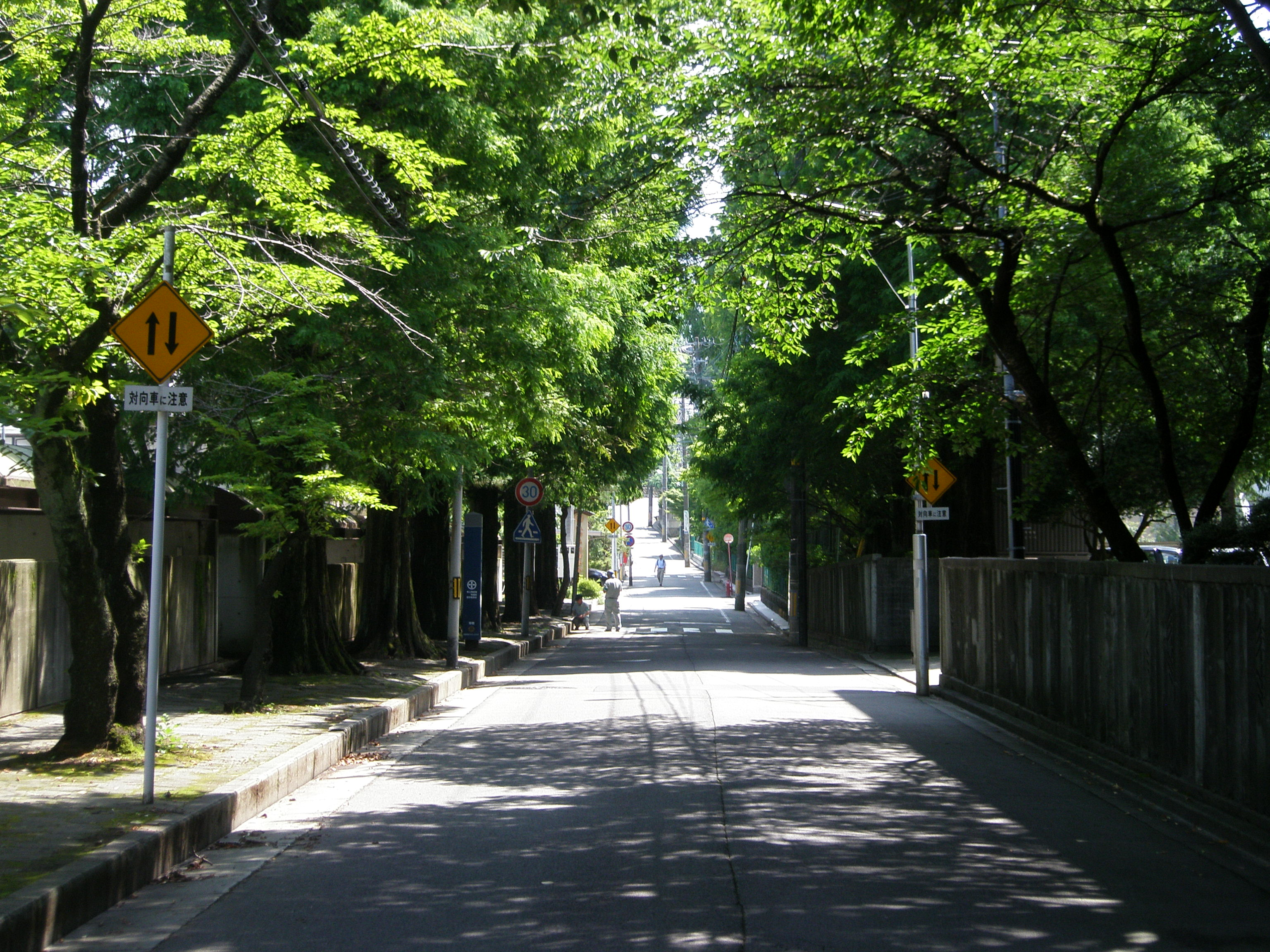
明徳館小路

所在地は久保田城の三ノ丸下中城であり、江戸時代初期に家老を務めた梅津憲忠を祖とする梅津宗家（大梅津）の屋敷敷地の一部である。1902年（明治35年）から1981年（昭和56年）までは秋田市立明徳小学校およびその前身校が立地していた。千秋明徳町の町名は明徳小学校に由来する。
市街中心部にありながらも千秋公園の閑静な環境に位置し、周辺にはあきた芸術劇場ミルハス、秋田県立美術館などの文教施設が多い。南隣に隣接する小路は、当館の名前に因んで、1984年（昭和59年）に「明徳館小路」の愛称がつけられている。秋田駅西口からは徒歩6分ほど、広小路経由で徒歩8分ほどと案内されている。バスでは「千秋公園入口」または「千秋久保田町」「中央警察署前」等のバス停が最寄りである。

### 周辺環境
- 千秋公園
  - 秋田市文化創造館
  - 秋田市立佐竹史料館
- あきた芸術劇場ミルハス
- 学校法人敬愛学園国学館高等学校
- 学校法人和洋学園秋田令和高等学校（旧・秋田和洋女子高等学校）
- エリアなかいち
  - 秋田県立美術館 平野政吉コレクション
- 秋田県立秋田明徳館高等学校
- アトリオン
  - 秋田市立千秋美術館
- 秋田なまはげ農業協同組合本部及び矢留支店